# Micrastur
Micrastur é um género de aves falconiformes da família Falconidae, onde se classificam sete espécies de falcões endémicos do Novo Mundo. Os falcões Micrastur habitam zonas de floresta tropical e subtropical do México, Guatemala, Argentina, Paraguai e Brasil. São aves muito difíceis de observar, no seu habitat natural de vegetação densa.
Estes falcões estão muito bem adaptados a um ambiente de vegetação densa: com asas curtas que permitem um voo rápido, cauda longa que confere agilidade e um sentido de audição muito apurado. As espécies de Micrastur alimentam-se de outras aves, pequenos mamíferos e répteis. Tipicamente, permanecem imóveis em ramos de árvore, até que passa uma presa ao seu alcance. Então, lançam-se num ataque imediato que utiliza as vantagens da surpresa e rapidez. Estes falcões são, no entanto, muito flexíveis quanto ao modo de captura das presas, adaptando os métodos às situações que se apresentam. São também capazes de apanhar pequenos animais no solo.
A plumagem dos falcões Micrastur é muito variável de acordo com a espécie. A maioria apresenta um dorso escuro, contrastante com a zona ventral mais clara, cabeça escura e uma coleira branca em torno dos pescoço. Aspectos comuns a todas as espécies são: patas altas e amarelas, cauda longa com listas horizontais brancas, zona facial desprovida de penas e amarela.
Nenhuma destas espécies inspira cuidados de conservação.

## Espécies
- Falcão-críptico, Micrastur mintoni, nova espécie, descoberta na Amazônia em 2002
- Falcão-caburé, Micrastur ruficollis
- Micrastur plumbeus
- Falcão-mateiro, Micrastur gilvicollis
- Tanatau, Micrastur mirandollei
- Falcão-relógio, Micrastur semitorquatus
- Falcão-de-buckley, Micrastur buckleyi